# ۱۲۵ خیابان گرینویچ
۱۲۵ خیابان گرینویچ یک ساختمان واقع در می‌باشد. ساخت و ساز این ساختمان ۲۰۱۴ شروع شد و ۲۰۱۷ به پایان رسید. تعداد طبقاتش ۷۷ است.